# Un-Break My Heart
Az Un-Break My Heart Toni Braxton amerikai énekesnő második kislemeze második, Secrets című albumáról. A Diane Warren által írt ballada Braxton legismertebb száma. A You’re Makin’ Me High után Braxton második listavezető dala a Billboard Hot 100-on, ahol 1996 végén és 1997 elején tizenegy hétig állt az első helyen, Braxton minden dala közül a legtovább. A Billboard Hot R&B/Hip-Hop Songs listán a 2. helyig jutott. A dal háttérénekese Shanice Wilson R&B-énekesnő.
A kislemez az USA-ban és Ausztráliában is platinalemez.) Braxton Grammy-díjat kapott a dalért legjobb női énekes előadás kategóriában.

## Videóklip és remixek
A dal videóklipjét Billie Woodruff rendezte. A klipben Braxton a szerelme (Tyson Beckford modell) halálát gyászolja. A dalhoz számos remix készült, az egyik listavezető lett a Billboard Hot Dance Club Play slágerlistán 1997 első negyedében.

## Feldolgozások
Braxton a dalt spanyolul is elénekelte, Regresa a mi („Gyere vissza hozzám”) címmel. Az olasz Il Divo (akikkel később Braxton együtt énekelte a The Time of Our Lives című dalt) ezt a változatot dolgozta fel 2004-ben első, Il Divo című albumukon. Yuridia mexikói énekesnő, aki több, eredetileg angol nyelvű balladát is elénekelt spanyolul, szintén elénekelte a dalt Habla el corazón című albumán.
1998-ban Alla Gorbacheva orosz popénekes dolgozta fel Сердце не плачь („Szív, ne sírj”) címmel. Johnny Mathis is feldolgozta, valamint Alexander O’Neal is 2008-as, Alex Loves című albumán. Magyarul Pintácsi Viki énekelte el Széttört egy szív címmel.

## Változatok
| CD kislemez (USA) 1. Un-Break My Heart – 4:30 2. Regresa a mi – 4:32 CD kislemez (USA, Európa) 1. Un-Break My Heart – 4:30 2. You’re Makin’ Me High (Radio Edit) – 4:07 CD maxi kislemez (Spanyolország) 1. Regresa a mi – 4:32 2. Un-Break My Heart (Classic Radio Mix) – 4:29 3. Un-Break My Heart (Album Version) – 4:29 CD maxi kislemez (USA; promó) 1. Un-Break My Heart (Album Version) – 4:30 2. Un-Break My Heart (Album Instrumental) – 4:44 3. Un-Break My Heart (Album A Cappella) – 4:29 CD maxi kislemez (USA) 1. Un-Break My Heart (Album Version) – 4:29 2. Un-Break My Heart (Soul-Hex Anthem Vocal) – 9:36 3. Un-Break My Heart (Classic Radio Mix) – 4:29 4. Un-Break My Heart (Album Instrumental) – 4:26 CD maxi kislemez (USA) 1. Un-Break My Heart (Album Version) – 4:30 2. Un-Break My Heart (Soul-Hex Anthem Vocal) – 9:36 3. Un-Break My Heart (Classic Radio Mix) – 4:26 4. Un-Break My Heart (Album Instrumental) – 4:44 CD maxi kislemez (Egyesült Királyság, Európa) 1. Un-Break My Heart (Album Version) – 4:30 2. You’re Makin’ Me High (Norfside Remix) – 4:19 3. How Many Ways (R. Kelly Remix) – 5:46 4. Un-Break My Heart (Spanish Version) – 4:32 | CD maxi kislemez (Egyesült Királyság, Európa) 1. Un-Break My Heart (Album Version) – 4:29 2. Un-Break My Heart (Frankie Knuckles Radio Mix) – 4:29 3. Un-Break My Heart (Frankie Knuckles Franktidrama Mix) – 8:38 4. Un-Break My Heart (Soul-Hex Anthem Vocal) – 9:36 5. Un-Break My Heart (Soul-Hex No Sleep Beats) – 3:56 12" kislemez (Egyesült Királyság) 1. Un-Break My Heart (Soul-Hex Anthem Vocal) – 9:36 2. Un-Break My Heart (Frankie Knuckles Franktidrama Club Mix) – 8:38 12" kislemez (Egyesült Királyság; promó) 1. Un-Break My Heart (Franktidrama Club Mix) – 8:38 2. Un-Break My Heart (House Mix) 3. You’re Makin’ Me High (Peace of Mind Mix) 12" kislemez (Olaszország) 1. Un-Break My Heart (Frankie Knuckles Franktidrama Club Mix) – 8:38 2. Un-Break My Heart (Frankie Knuckles Classic Radio Mix) – 4:29 3. Un-Break My Heart (Soul-Hex Anthem Vocal) – 9:36 4. Un-Break My Heart (Soul-Hex No Sleep Beats) – 3:56 12" kislemez (USA; promó) 1. Un-Break My Heart (Album Version) – 4:30 2. Un-Break My Heart (Album Instrumental) – 4:44 3. Un-Break My Heart (Spanish Version) – 4:32 4. Un-Break My Heart (Album A Cappella) – 4:29 12" kislemez (USA; promó) 1. Un-Break My Heart (Soul-Hex Anthem Vocal) – 9:36 2. Un-Break My Heart (Soul-Hex No Sleep Beats) – 3:56 3. Un-Break My Heart (A Cappella) – 3:50 4. Un-Break My Heart (Frankie Knuckles Franktidrama Club Mix) – 8:38 5. Un-Break My Heart (Frankie Knuckles Classic Radio Mix) – 4:29 Kazetta (USA) 1. Un-Break My Heart (Album Version) – 4:30 2. Un-Break My Heart (Spanish Version) – 4:32 3. Un-Break My Heart (Album Version) – 4:30 4. Un-Break My Heart (Spanish Version) – 4:32 |

## Helyezések
| Slágerlista (1996/1997)              | Legmagasabb helyezés |
| ------------------------------------ | -------------------- |
| USA Billboard Hot 100                | 1                    |
| USA Billboard Hot R&B/Hip-Hop Songs  | 2                    |
| USA Billboard Hot Dance Club Play    | 1                    |
| USA Billboard Hot Adult Contemporary | 1                    |
| USA ARC Weekly Top 40                | 1                    |
| Ausztrál ARIA kislemezlista          | 6                    |
| Belga Ultratop 50 (Flandria)         | 2                    |
| Belga Ultratop 40 Singles (Vallonia) | 1                    |
| Brazil Hot 100 Songs & Tracks        | 1                    |
| Brit kislemezlista                   | 2                    |
| Eurochart Hot 100 kislemez           | 1                    |
| Finn kislemezlista                   | 5                    |
| Francia kislemezlista                | 8                    |
| Holland Top 40                       | 2                    |
| Ír kislemezlista                     | 2                    |
| Kanadai kislemezlista                | 2                    |
| Német kislemezlista                  | 2                    |
| Norvég VG-lista                      | 2                    |
| Ö3 Austria Top 40                    | 1                    |
| Svájci kislemezlista                 | 1                    |
| Svéd kislemezlista                   | 1                    |
| Új-zélandi RIANZ kislemezlista       | 18                   |
| Nemzetközi egyesített slágerlista    | 1                    |

## Külső hivatkozások
- Az AMG kritikája[halott link]